# Schloss Spielberg (Gnotzheim)
Das Schloss Spielberg ist eine mittelfränkische Schlossanlage in der Fränkischen Alb im bayerischen Landkreis Weißenburg-Gunzenhausen. Es befindet sich rund acht Kilometer südlich von Gunzenhausen, oberhalb des Gnotzheimer Gemeindeteils Spielberg auf dem teils an seinen Hängen bewaldeten Hagbuck (598 m ü. NHN), dem Nordwestende des Hahnenkamms.

## Geschichte
Im 12. und 13. Jahrhundert gehörte die damalige Burg Spielberg zum Burgensystem der Grafen von Truhendingen, die ab Mitte des 12. Jahrhunderts als Vögte des Klosters Eichstätt in diesem Gebiet tätig waren, wohl um den Gebietsanspruch auf eine Schenkung Kaisers Heinrich III. an das Kloster Eichstätt bereits aus dem Jahr 1053 Nachdruck zu verleihen. In einigen Urkunden der ersten Hälfte des 12. Jahrhunderts tritt ein Tibertus (Dyepertus) de Spilberg als Zeuge des Nürnberger Burggrafen, in einer der Urkunden auch gemeinsam mit Fridericus und Adalbertus von Truhendeingen auf. Ob jedoch dieser Tibertus ein Ministeriale der Truhendinger war oder wie vielleicht diese ebenfalls ein Vogt von Eichstätt war, ist daraus zunächst nicht ersichtlich. Eine Urkunde vom 20. August 1150 erwähnt wiederum Tibertus (dort Dieppertus de Spileberc) mit der Anmerkung „Spielberg in prinipatu Oettingense“ (in der Herrschaft Oettingen) als Zeuge. Damit lässt sich die Erbauungszeit der Burg spätestens in die erste Hälfte des 12. Jahrhunderts eingrenzen. Schäfer spricht sich dafür aus, dass dieser Tibertus von Spielberg mit dem im Jahre 1130 genannten Dietprecht / Diephart von Gnotzheim identisch ist. Ein Ortsadel vom unterhalb der Burg liegenden Ortes Gnotzheim ist bereits um 1099 mit Pertholt von Gnozzesheim belegt.
Nach deren Aussterben kam sie 1363 an die Grafen von Oettingen und wurde später Stammsitz der 1734 gefürsteten Linie Oettingen-Spielberg. 1796 wurde die Anlage preußisch, 1806 kam sie zu Bayern. 1827 ersteigerte Fürst Carl Philipp von Wrede das Schloss und übereignete es seiner Tochter, Fürstin Amalie zu Oettingen-Spielberg, deren Nachfahren es gehörte, bis Fürst Albrecht zu Oettingen-Spielberg im Jahr 1983 die ruinöse Schlossanlage der Künstlerfamilie Steinacker anvertraute.
Die Gesamtanlage aus der Zeit um 1400 wurde innen mehrmals umgebaut. In den Jahren 1625 bis 1627 entstand der Neubau des sog. Herrenhauses (Palas). Etwa ein Jahrhundert später, in den Jahren zwischen 1730 und 1735 erfolgte unter Fürst Johann Alois I. von Oettingen (1707 – 1780) eine repräsentative Innen-Ausgestaltung des dreistöckigen Hauptgebäudes und der Burgkapelle (1427 erstmals erwähnt) im Stil der frühen Rokoko. Zuletzt ist durch den Wemdinger Bildhauer und Maler Ernst Steinacker (1919 – 2008), der in den Jahren von 1983 bis 1987 zusammen mit seiner Familie jeden Raum des Burgschlosses gestaltet hat, die Anlage musealisiert und zu einem Gesamtkunstwerk geformt worden. Ernst Steinacker Skulpturen und Gemälde, die um die Beseelung und Einswerdung des Menschenbildes kreisen, prägen seither die Schlossanlage, den Schlossinnenhof und die umliegenden, zur Anlage gehörenden Wiesenstreifen. Die heutige Schlossgalerie präsentiert die Sammlung Ernst Steinacker und zeigt Kunstwerke von Ernst Steinackers Frau Ingrid und von deren Kindern Veit Steinacker und Annette Steinacker–Holst.

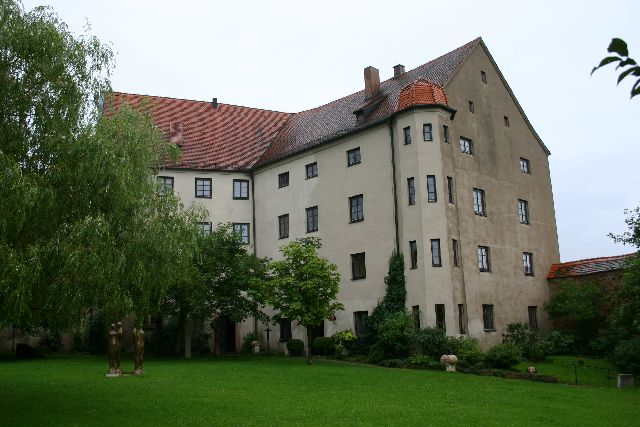
Schloss Spielberg (2006)
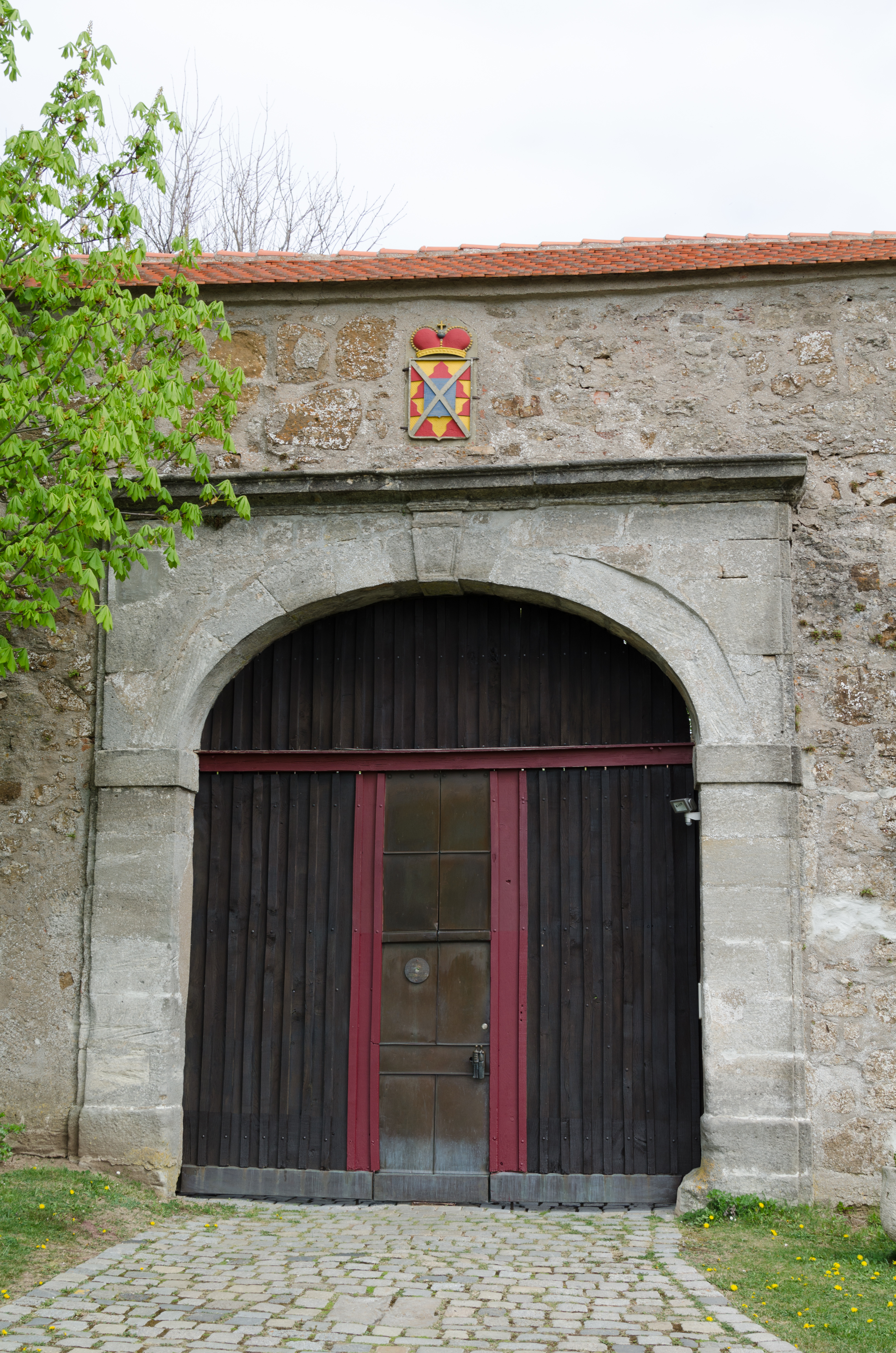
Schloss Spielberg. Eingangstor
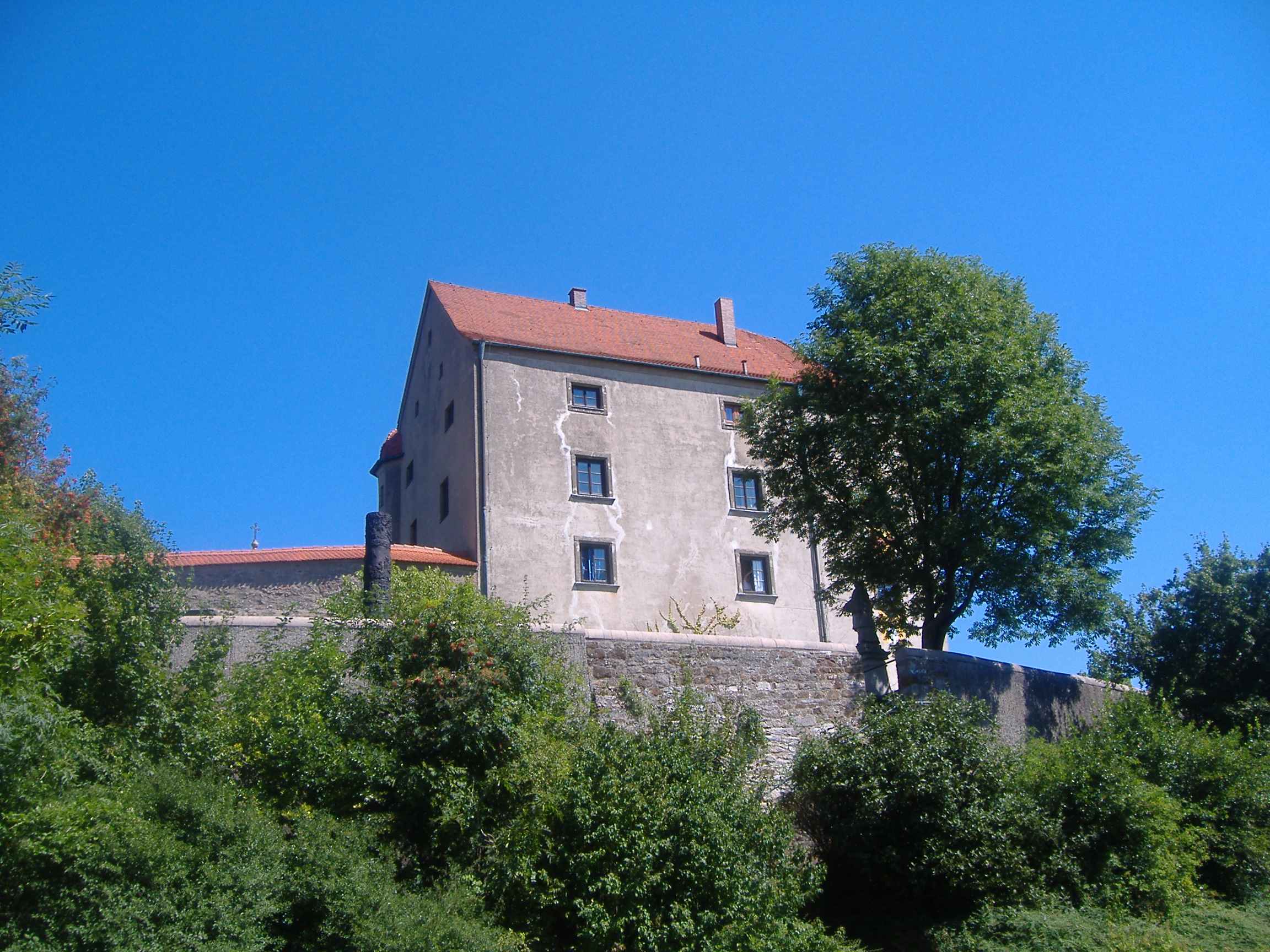
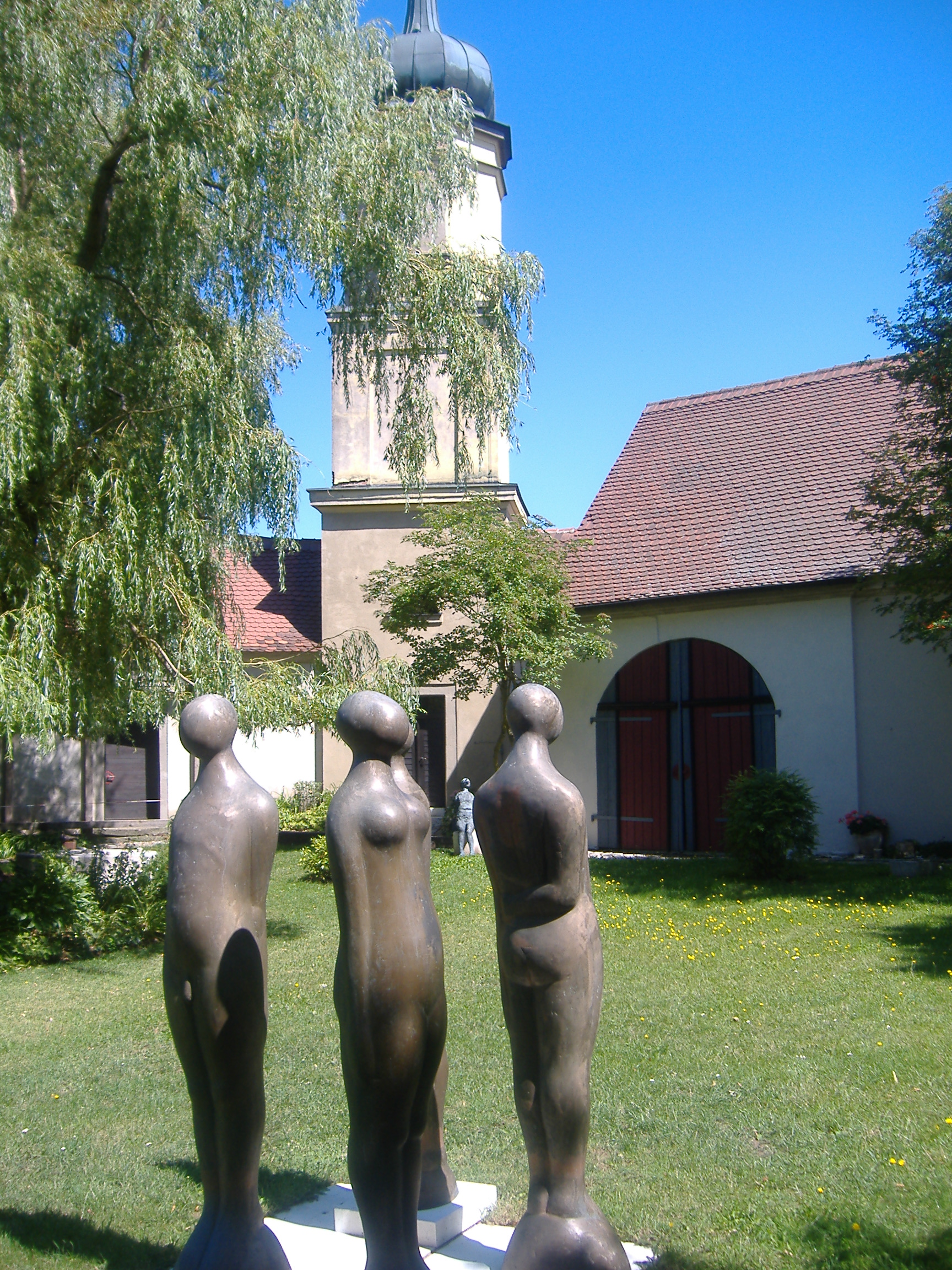
Glockenturm
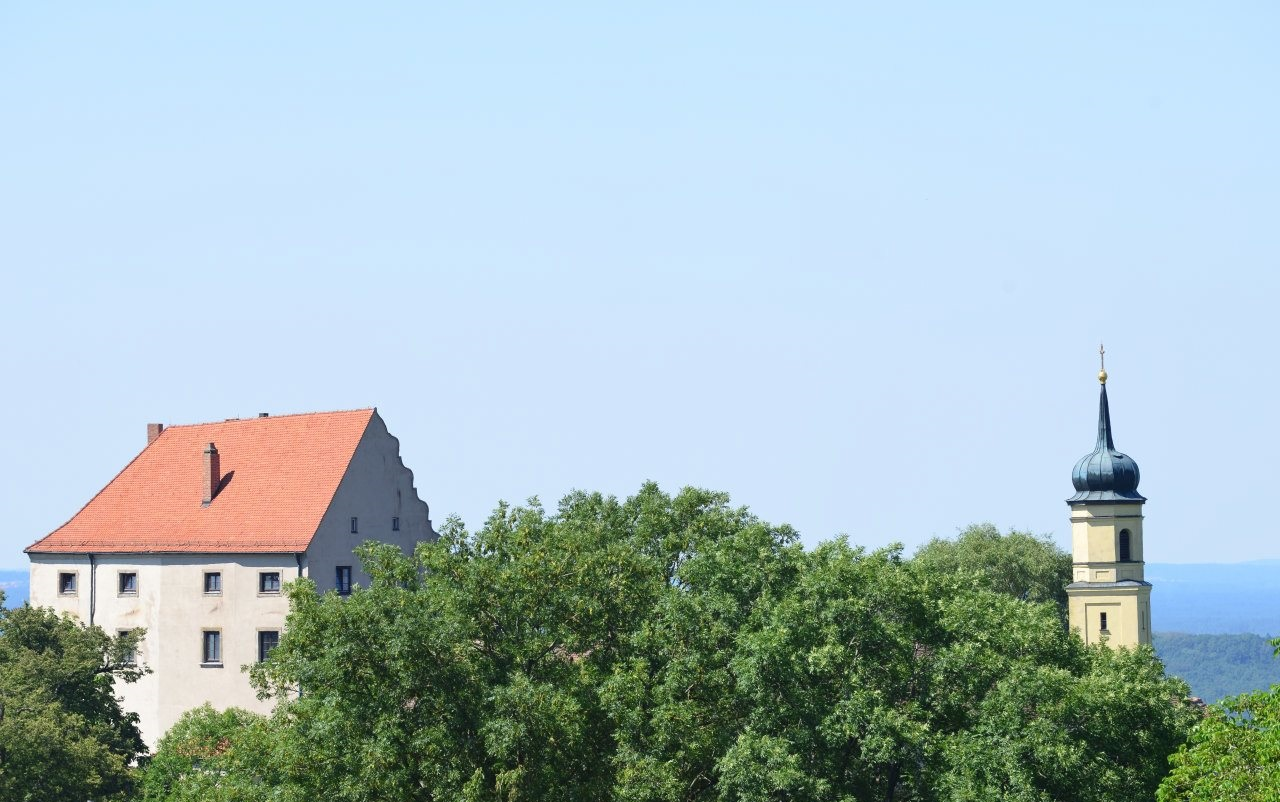
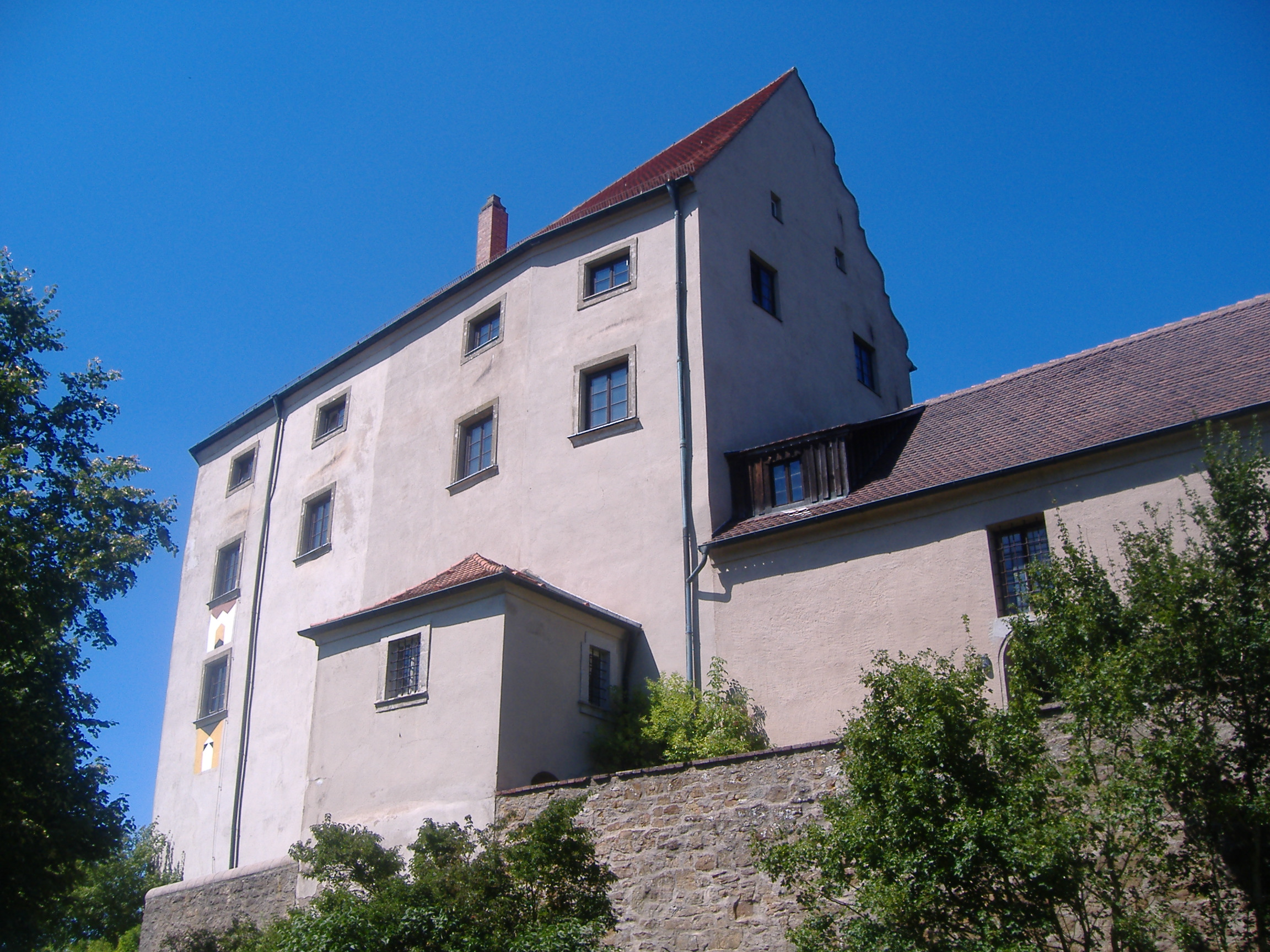
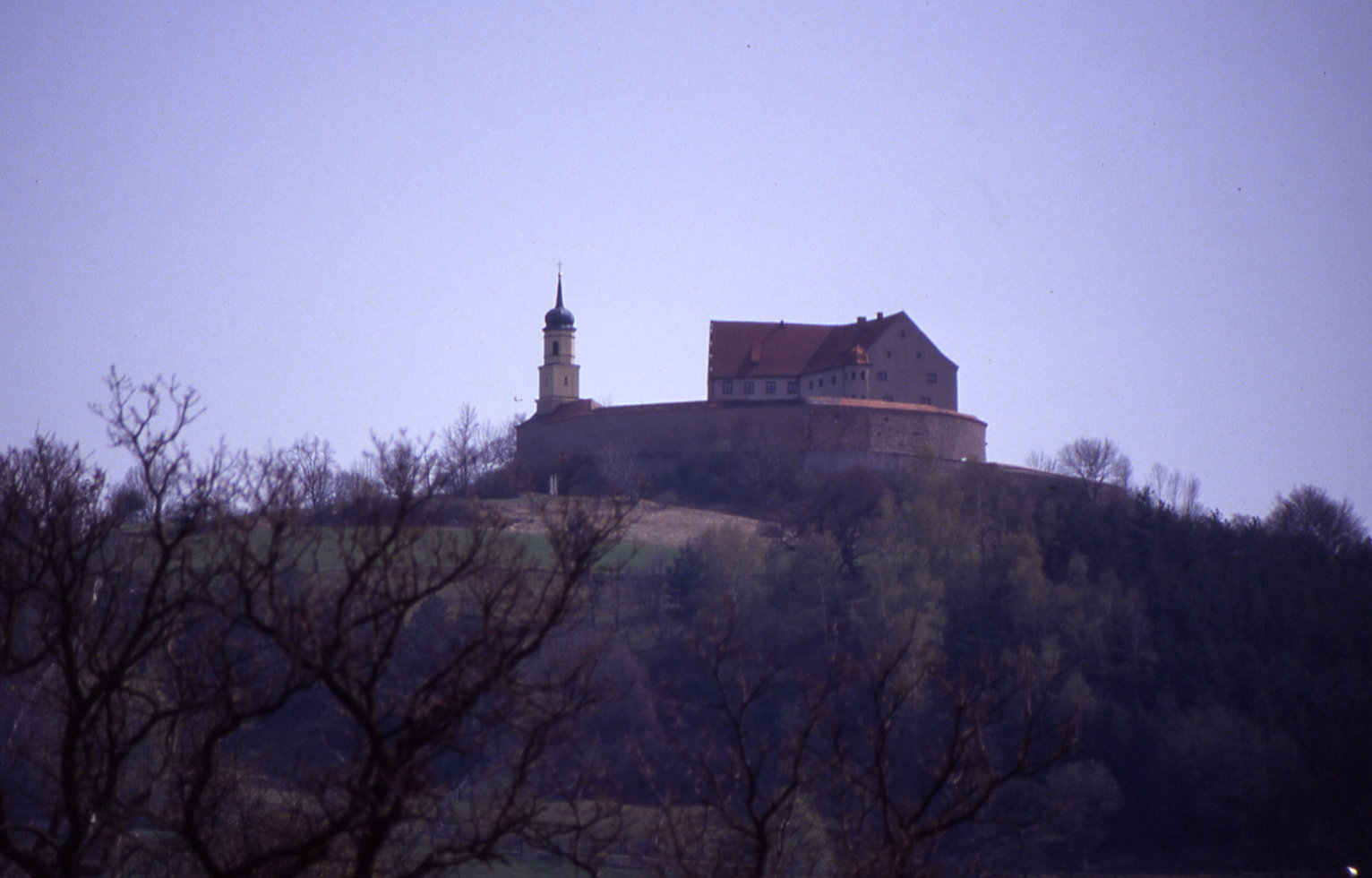
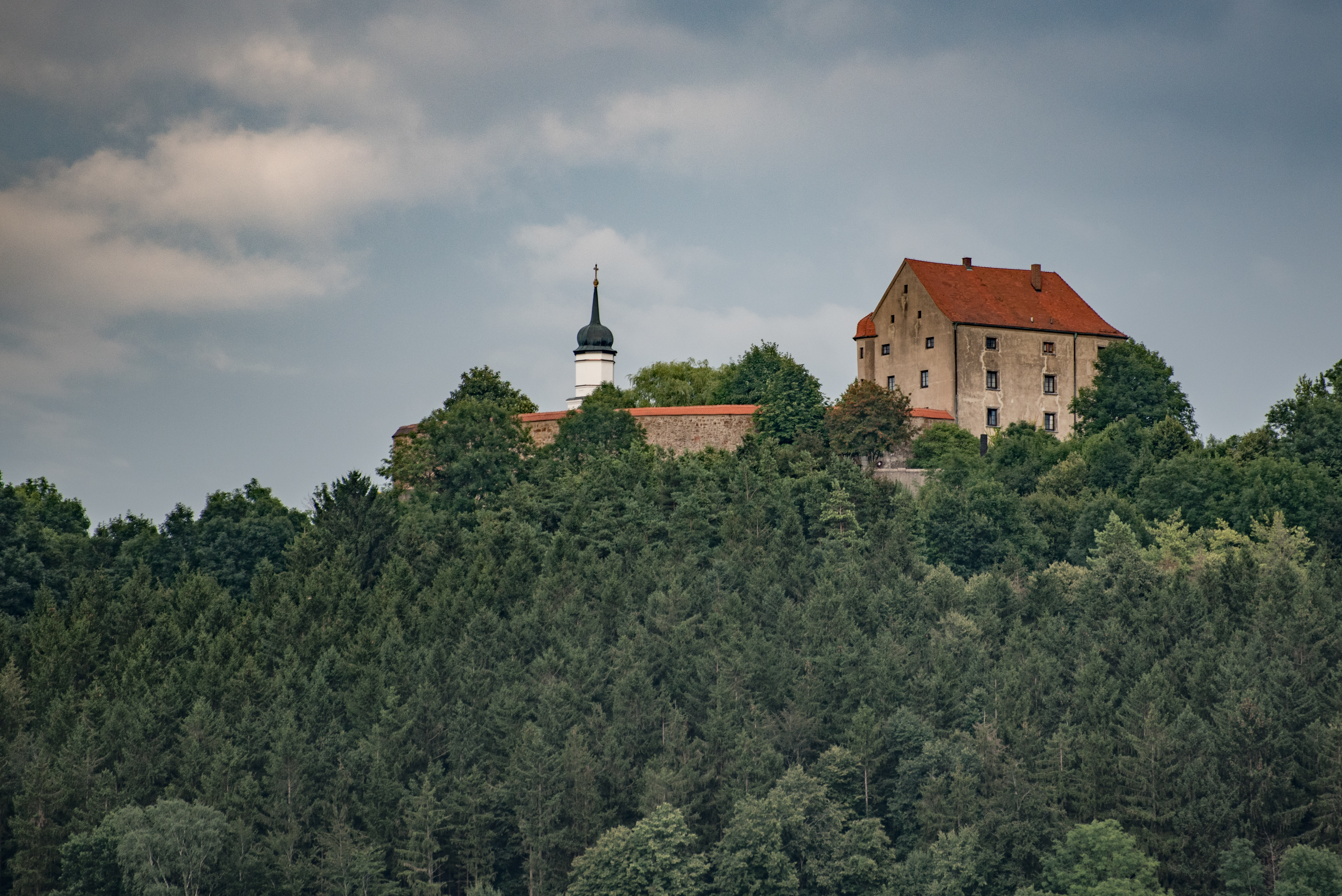
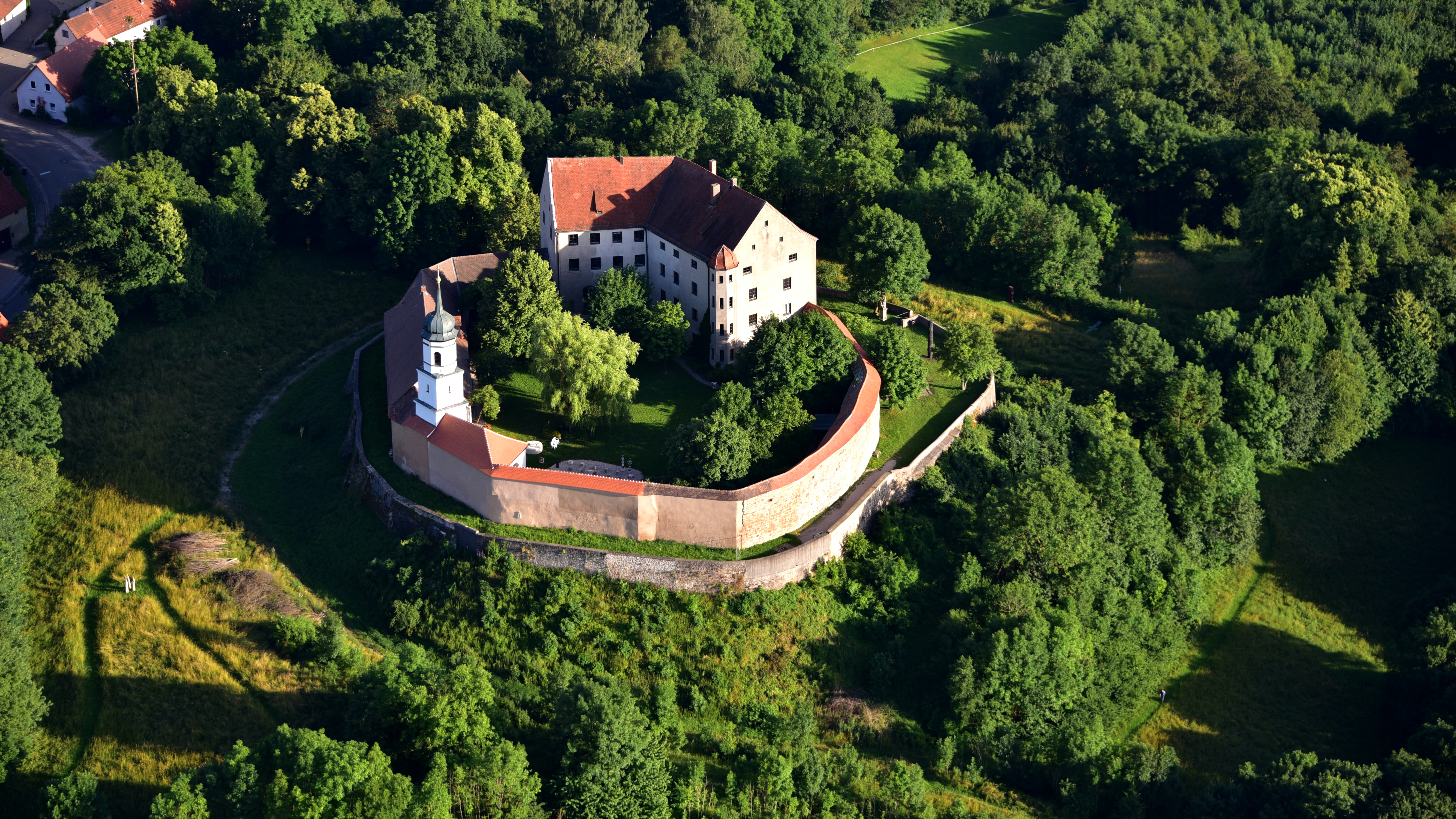
Schloss Spielberg, Luftaufnahme (2016)